# Raphael Meinhart
Raphael Meinhart (* März 1986 in Deutschlandsberg) ist ein österreichischer Jazzmusiker (Vibraphon, Marimbaphon, Komposition).

## Leben und Wirken
Meinhart, dessen Vater Günter Meinhart Schlagwerker ist und das Perkussionsensemble Studio Percussion Graz leitet, wuchs in Graz auf; bereits 1997 konzertierte er mit der Blasmusikkapelle Waldbach. Zunächst studierte er klassisches Schlagwerk sowie Instrumental- und Gesangspädagogik an der Universität für Musik und darstellende Kunst Graz, um dann Jazzvibraphon an der Universität der Künste Berlin zu studieren.
Bereits während des Studiums trat er in zahlreichen europäischen Ländern auf. Er realisierte Konzerte und Produktionen mit eigenen Projekten wie Who Man Dog, Unchain Meinhart, aber auch Trio De Janeiro, dem Studio Percussion Graz und Susana Sawoff. Mit Takumi Motokawa und Shackleton featuring Heather Leigh bildete er das Ensemble Tunes of Negation.
Seit 2015 spielt er mit Susana Sawoff im Duo Exit Universe, das 2018 das Album Because the World Is Round veröffentlichte. Mit dem Quartett Marriage Material, das er mit Gitarrist Arto Mäkelä, Bassist Thomas Stieger und Schlagzeuger Felix Lehrmann bildete, versuchte er sich in „cinematografischem Jazz“ (gleichnamiges Album 2021). Er ist zudem auf Alben von Anna-Marlene Bicking, Peter Lenz Silent Flow, Reinhold Schmölzers Orchest•ra•conteur sowie von Laura Winklers Wabi-Sabi Orchestra zu hören. Außerdem ist er Gründungsmitglied des KIM-Collective für komponierte und improvisierte Musik Berlin.

## Preise und Auszeichnungen
Meinhart errang Bundessiege bei Prima la musica 2001 und 2005. 2010 erhielt er das New York-Stipendium des Hans-Koller-Preises, 2013
das Elsa-Neumann-Stipendium der Kunstuniversität Berlin.

## Diskographische Hinweise
- Shakleton featuring Ernesto Tomasini Devotional Songs (Honest Jon’s Records 2016)
- Phoen: Extendend (Sessionwork Records 2017, mit Viola Falb, Florian Fennes, Christoph Pepe Auer, Arnold Zamarin, Magdalena Hahnkamper, Christian Grobauer)
- Exit Universe: Because the World Is Round (o-tone 2018)